# Championnat d'Europe de Formule 2 1983
Navigation
1982 1984
Le championnat d'Europe de Formule 2 1982 est la dix-septième édition du championnat d'Europe de Formule 2. Il a été remporté par le britannique Jonathan Palmer, de l'écurie Ralt.

## Courses de la saison 1983
| no  | Date        | Épreuve                       | Lieu           | Vainqueur       | Voiture    | Écurie      |
| --- | ----------- | ----------------------------- | -------------- | --------------- | ---------- | ----------- |
| 186 | 20 mars     | BRDC International Trophy     | Silverstone    | Beppe Gabbiani  | March-BMW  | Onyx Racing |
| 187 | 4 avril     | BARC 200                      | Thruxton       | Beppe Gabbiani  | March-BMW  | Onyx Racing |
| 188 | 10 avril    | Trophée d'Allemagne           | Hockenheim     | Jonathan Palmer | Ralt-Honda | Ralt Racing |
| 189 | 24 avril    | Grand Prix de l'Eifel         | Nürburg        | Beppe Gabbiani  | March-BMW  | Onyx Racing |
| 190 | 8 mai       | Grand Prix de Rome            | Vallelunga     | Beppe Gabbiani  | March-BMW  | Onyx Racing |
| 191 | 22 mai      | Grand Prix de Pau             | Pau            | Jo Gartner      | Spirit-BMW | Emco Sports |
| 192 | 12 juin     | Grand Prix de Madrid          | Jarama         | Mike Thackwell  | Ralt-Honda | Ralt Racing |
| 193 | 25 juin     | Donington 50000               | Donington Park | Jonathan Palmer | Ralt-Honda | Ralt Racing |
| 194 | 24 juillet  | Grand Prix de l'Adriatique    | Misano         | Jonathan Palmer | Ralt-Honda | Ralt Racing |
| 195 | 31 juillet  | Grand Prix de la Méditerranée | Enna-Pergusa   | Jonathan Palmer | Ralt-Honda | Ralt Racing |
| 196 | 21 août     | Grand Prix de Limbourg        | Zolder         | Jonathan Palmer | Ralt-Honda | Ralt Racing |
| 197 | 4 septembre | Grand Prix du Mugello         | Mugello        | Jonathan Palmer | Ralt-Honda | Ralt Racing |